# جیمز نانور
جیمز نانور (انگلیسی: James Nanor؛ زادهٔ ۱۲ اوت ۱۹۷۶) بازیکن فوتبال اهل غنا بود.
از باشگاه‌هایی که در آن بازی کرده است می‌توان به باشگاه ورزشی هارتس آف اوک اشاره کرد.
وی همچنین در تیم ملی فوتبال غنا بازی کرده است.